# Rhyacophila pieli
Rhyacophila pieli is een schietmot uit de familie Rhyacophilidae. De soort komt voor in China.